# Tipula (Pterelachisus) pertenuis
Tipula (Pterelachisus) pertenuis is een tweevleugelige uit de familie langpootmuggen (Tipulidae). De soort komt voor in het Palearctisch gebied.